# Himertosoma flavoorbitale
Himertosoma flavoorbitale är en stekelart som först beskrevs av Cameron 1906.  Himertosoma flavoorbitale ingår i släktet Himertosoma och familjen brokparasitsteklar. Inga underarter finns listade i Catalogue of Life.